# Estación de Villanueva de la Sal
Villanueva de la Sal (en catalán Vilanova de la Sal) es un apeadero ferroviario con parada facultativa situado en el municipio español de Les Avellanes y Santa Liña, en la provincia de Lérida, comunidad autónoma de Cataluña. Dispone de servicios de Cercanías, atendidos por FGC.

## Situación ferroviaria
Se encuentra ubicada en el punto kilométrico 41,770 de la línea férrea de ancho ibérico que une Lérida con Puebla de Segur a 355 metros de altitud, entre las estaciones de San Lorenzo de Mongay y Santa Liña. El tramo es de vía única y está sin electrificar. 

## Historia
El trazado entre Lérida y Puebla de Segur está ligado históricamente al conocido como ferrocarril Baeza-Saint Girons, una gran línea internacional de 850 km de longitud que pretendía unir Baeza (Jaén) con el municipio francés de Saint-Girons (Ariège), pasando por Albacete, Utiel, Teruel, Alcañiz y Lérida. Para el tramo catalán se aprovecharía la línea Lérida-Balaguer y se prolongaría más allá de la frontera hispano-francesa, atravesando los Pirineos por el puerto de Salau.
En 1926, durante el régimen de Miguel Primo de Rivera se aprobó el llamado Plan de Ferrocarriles de Urgente Construcción, conocido por Plan Guadalhorce por el ministro que lo impulsó. Este plan preveía la construcción de miles de kilómetros de nuevas líneas férreas de carácter radial que debían mejorar las comunicaciones de aquellas áreas a las que el ferrocarril no había llegado durante el siglo XIX. Entre ellas se encontraba el ferrocarril Baeza-Saint Girons, cuya construcción se inició entre 1926 y 1928. Tras el advenimiento de la Segunda República estos proyectos ferroviarios fueron revisados y paralizados, y la posterior guerra civil imposibilitó la ejecución de muchas de las grandes obras públicas proyectadas en la época.
La Guerra Civil y la subsiguiente carestía de medios supuso la suspensión de todos los trabajos. En 1941, con la nacionalización de la red viaria, la línea pasó a ser gestionada por RENFE.
El ferrocarril no llegó a Villanueva de la Sal hasta 1949, con la inauguración del tramo de 35,6 km Balaguer-Sellés el 21 de julio de 1949. El tramo final hasta Puebla de Segur, no fue abierto al servicio hasta el 13 de noviembre de 1951. En 1962, por recomendación del Banco Mundial, el Estado español decidió detener la construcción de nuevas líneas férreas y concentrarse en la mejora de las ya operativas. Eso supuso que el gobierno paralizara el ferrocarril Baeza-Saint Girons; en la zona sur se desaprovechó el tramo entre Baeza y Utiel, cuya construcción estaba muy avanzada, y en el norte se descartó la interconexión con Francia. Consecuentemente, la línea que debería haber atravesado el corazón de los Pirineos finalizó en toperas en Puebla de Segur, a pesar de haber preparado ya el terreno para prolongarla hasta Sort.
El cierre de la línea estaba previsto para el 1 de enero de 1985, pero no llegó a tener lugar gracias a un acuerdo con la administración autonómica de Cataluña.
El 1 de enero de 2005 la Generalidad de Cataluña obtuvo la propiedad de la línea y su explotación mediante su operadora ferroviaria FGC. Renfe Operadora aún permaneció explotando la línea de forma compartida hasta 2016, en que lo hizo solamente FGC.

## La estación[2]
Está situada en medio de la nada, casi a la orilla del Embalse de Camarasa. Dista 6,7 km del núcleo urbano de Villanueva de la Sal, al cual se accede por la tortuosa pista forestal  LV-9045  sin asfaltar.
Originalmente la estación tenía dos vías, la general y una derivada a la derecha usada sólo para trenes de mantenimiento de la vía. El andén se sitúa a la izquierda de la vía general, donde se ubica el antiguo edificio de viajeros, de una sola planta, que pudo renovarse y se conserva tapiado no prestando servicio.
Ya bajo la propiedad de FGC, se renovó el andén en 2006. En la actualidad hay una sola vía, con el andén a la izquierda, sentido ascendente. En andén dispone de un panel tipo led y un punto de información conectado con el centro de control de la línea. No dispone de marquesina, ni bancos donde aguardar la llegada del tren. Actualmente, el apeadero es de parada facultativa, que se solicita pulsando el botón correspondiente del punto de información o en el tren, si deseamos apearnos.
Está situada muy cerca de la boca norte del túnel número 3, en un tramo en pendiente y curva que dificultaba la partida de los trenes de vapor, teniendo que retroceder hasta el túnel (situado en terreno plano) para luego poder reiniciar la marcha hasta Puebla de Segur.

## Servicios ferroviarios
Los trenes que opera Ferrocarriles de la Generalidad de Cataluña enlazan la estación principalmente con Lérida, Balaguer, Tremp y Puebla de Segur. 
Las unidades habituales son las de la Serie 331 de FGC, fabricadas por Stadler Rail en Zúrich, que fueron probadas en las instalaciones de Plá de Vilanoveta. Entraron en servicio el 17 de febrero de 2016, mediante la unidad 333.01 en su primer servicio entre Lérida y Puebla de Segur, sustituyendo a los antiguos TRD de la serie 592 de Renfe.
Al tratarse de una parada facultativa, desde enero de 2018, los trenes no paran en esta estación a menos que los usuarios del tren lo soliciten con antelación.
| origen/destino  | anterior/siguiente    | Línea | siguiente/anterior | destino/origen  |
| --------------- | --------------------- | ----- | ------------------ | --------------- |
| Lérida Pirineos | San Lorenzo de Mongay |       | Santa Liña         | Puebla de Segur |